# Häiviä
Häiviä är en tätort (finska: taajama) i Tammela kommun i landskapet Egentliga Tavastland i Finland. Vid tätortsavgränsningen den 31 december 2021 hade Häiviä 334 invånare och omfattade en landareal av 3,74 kvadratkilometer.